# Helena Valley West Central (Montana)
Helena Valley West Central es un lugar designado por el censo ubicado en el condado de Lewis and Clark en el estado estadounidense de Montana. En el Censo de 2010 tenía una población de 7883 habitantes y una densidad poblacional de 114,74 personas por km².

## Geografía
Helena Valley West Central se encuentra ubicado en las coordenadas 46°39′35″N 112°3′31″O / 46.65972, -112.05861. Según la Oficina del Censo de los Estados Unidos, Helena Valley West Central tiene una superficie total de 68.7 km², de la cual 68.63 km² corresponden a tierra firme y (0.11%) 0.08 km² es agua.

## Demografía
Según el censo de 2010, había 7883 personas residiendo en Helena Valley West Central. La densidad de población era de 114,74 hab./km². De los 7883 habitantes, Helena Valley West Central estaba compuesto por el 95.43% blancos, el 0.34% eran afroamericanos, el 1.24% eran amerindios, el 0.55% eran asiáticos, el 0.08% eran isleños del Pacífico, el 0.37% eran de otras razas y el 1.99% pertenecían a dos o más razas. Del total de la población el 2.04% eran hispanos o latinos de cualquier raza.